# Antonio Cabrera (cyclisme)
Pour les articles homonymes, voir Antonio Cabrera et Cabrera.
Cabrera  Torres est un nom espagnol. Le premier nom de famille, en général paternel, est Cabrera ; le second, en général maternel, souvent omis, est Torres.
Antonio Roberto Cabrera Torres (né le 10 novembre 1981) est un coureur cycliste chilien. Il a notamment été médaillé d'or de la poursuite par équipes aux Jeux panaméricains de 2003, et aux championnats panaméricains de cyclisme de 2001, 2006 et 2012, et médaillé d'or de l'américaine aux championnats panaméricains de 2011 et 2012.

## Palmarès sur route

### Par années
- 2004
  - 4ea étape de la Vuelta por un Chile Líder (contre-la-montre par équipes)
  - 2e du championnat du Chili du contre-la-montre
- 2007
  - 2eb étape de la Vuelta por un Chile Líder (contre-la-montre par équipes)
- 2010
  - Prologue et 5e étape du Tour de l'Amitié de Tahiti
  - 3e du Tour de l'Amitié de Tahiti
- 2011
  - 6e et 8e étapes du Tour du Chili
  - 4e étape de la Clásica Tacna Heroica
- 2012
  - 1re étape du Tour du Chili (contre-la-montre par équipes)
  - 1re étape de la Clásica Tacna Heroica
  - 2e de la Clásica Tacna Heroica
- 2013
  - 1re étape du Tour de la Région du Maule
- 2016
  - 3e étape de la Ascensión a los Nevados de Chillán
  - 1re étape de la Vuelta Maule Sur
- 2017
  - 2e du Tour de Chiloé
- 2018
  - 2e du championnat du Chili sur route

### Classements mondiaux
| Année            | 2007 | 2008 | 2009 | 2010 | 2011 | 2012 |
| ---------------- | ---- | ---- | ---- | ---- | ---- | ---- |
| UCI America Tour | 372e |      |      |      | 163e | 299e |

## Palmarès sur piste

### Championnats du monde
- Apeldoorn 2011
  - 14e de la poursuite par équipes

### Coupe des nations
- 2021
  - 3e de l'américaine à Cali

### Jeux panaméricains
- Saint-Domingue 2003
  -  Médaillé d'or de la poursuite par équipes
- Guadalajara 2011
  -  Médaillé d'argent de la poursuite par équipes
- Lima 2019
  -  Médaillé d'or de l'américaine (avec Felipe Peñaloza)
  -  Médaillé de bronze de la poursuite par équipes

### Championnats panaméricains
- 2000
  -  Médaillé d'argent de la poursuite par équipes.
- 2001
  -  Médaillé d'or de la poursuite par équipes.
- 2006
  -  Médaillé d'or de la poursuite par équipes.
- 2008
  -  Médaillé d'argent de la poursuite par équipes.
  -  Médaillé de bronze de la course aux points.
- 2009
  -  Médaillé d'argent de la poursuite par équipes.
- 2010
  -  Médaillé d'argent de la poursuite par équipes.
- 2011
  -  Médaillé d'or de la course à l'américaine (avec Cristopher Mansilla).
  -  Médaillé d'argent de la poursuite par équipes.
- 2012
  -  Médaillé d'or de la poursuite par équipes (avec Pablo Seisdedos, Gonzalo Miranda et Luis Fernando Sepúlveda).
  -  Médaillé d'or de la course à l'américaine (avec Cristopher Mansilla).
- Aguascalientes 2014
  - Quatrième de la poursuite par équipes (avec Luis Fernando Sepúlveda, Luis Mansilla et Pablo Seisdedos)[4].
- Aguascalientes 2016
  -  Médaillé d'or de la course à l'américaine (avec Edison Bravo).
  -  Médaillé de bronze de la poursuite par équipes (avec Edison Bravo, Nicolás González (en) et Diego Ferreyra).
  - Cinquième de la course aux points[5].
- Couva 2017
  -  Médaillé d'argent de la course aux points.
  -  Médaillé de bronze de la poursuite par équipes (avec Elías Tello, Luis Fernando Sepúlveda et Cristian Cornejo).
- Aguascalientes 2018
  -  Médaillé de bronze de la course scratch.
  -  Médaillé de bronze de la course à l'américaine.
- Cochabamba 2019
  -  Médaillé d'argent de la course à l'américaine.
- Lima 2021
  -  Médaillé de bronze de la course à l'américaine.

### Six jours
- 2007 : Aguascalientes (avec Marco Arriagada)

### Jeux sud-américains
- Cochabamba 2018
  -  Médaillé d'or de la course à l'américaine

### Jeux bolivariens
- Santa Marta 2017
  -  Médaillé d'argent de la poursuite par équipes
- Valledupar 2022
  -  Médaillé d'argent de la poursuite par équipes
  -  Médaillé de bronze de la course à l'américaine

### Championnats nationaux
- 2021
  -  Champion du Chili de scratch